# Бургајет (тврђава)
Бургајет, тврђава Мат и Зогољ некадашња је тврђава код села Зогољ (које је у доба Јастребова било село матског кајмакама и одмах до села Бургајет), Област Мат, Албанија.
Познате личности које су рођене, живјеле и владале из ове тврђаве су потомци Станка Црнојевића: Џеладин-паша Зогољ, Џелал-паша Зогољ, албански краљ Зог I од Албаније.
У вријеме турске владавине, у доба Ивана Јастребова, село Зогољ је било главно мјесто бајрака Зогољ и главно мјесто у Мату. Од свих 19 села бајрака, Зогољ је имао највише кућа (150), а у том селу је била у доба Јастербова и ова кула, коју Јастребов зове Мат. Јастребов назив села (а од тога води и поријекло и презиме ових кајмакама) повезује са словенском рјечју соко - соколовци, зог је птица уопће. У селу је у вријеме Јастребова била и резиденција кајмакама, а тадашњи кајмакам је био Џелал-паша Зогољ. Он је био син Џеладина паше. Њихова окружна управа је била смјештена у њиховој сопственој кући (у овој тврђави Мат), на предивном мјесту са којег се видјело цијело пространство које заузима Мат. На западу се виде планине удаљене 10 сати од Кроје, на сјевероистоку планина Деја која заклања села Дукађин, Селиту и Мирдитију, на југ планине Мартинеша. Деја, Деља граница - дјелује да има српско поријекло. Ова планина је била граница Мата, Љусне, Мухуре и Чидне. 
Сјеверозападно од куле Мат (Зогољ) на два сата од пријелаза преко ријеке Мат, налази се село Гермајта са потоком. Читав простор од куле до пријелаза звао се у доба Јастребова Горица (Гарец) па он претпоставља да се и село тако звало. 
У Доњој Албанији или старој Далмацији, чија је граница почињала код реке Мат, цар Диоклецијан је извео из Италије Пителе које је назвао Римљанима. Да се латинизовање овде није примало, о томе сведочи Фарлати говорећи да није било лако ширити латинство у грчким земљама, као међу Србима.   Отуда су севернји крајеви Албаније (српски) лакше покатоличени него јужнији, који су били под утицајем Грка. Могућа је повезаност имена Далмација и Мат, Маћа, Македонија. У Албанији имамо и 2 куле које носе име и по области на којима су се налазили, кула Мат и тврђава Далмација. У штампаном тому хрисовуље сабраних канона цара Јустинијана наведене су и границе Горње и Доње Албаније. Горња је почињала од Кројског владичанства, а доња од Љешког. 
По томе, крај сјеверно од ријеке Мат би била Доња Македонија или Далмација, Доњи Мат - Далматија.